# Paul de Lamerie

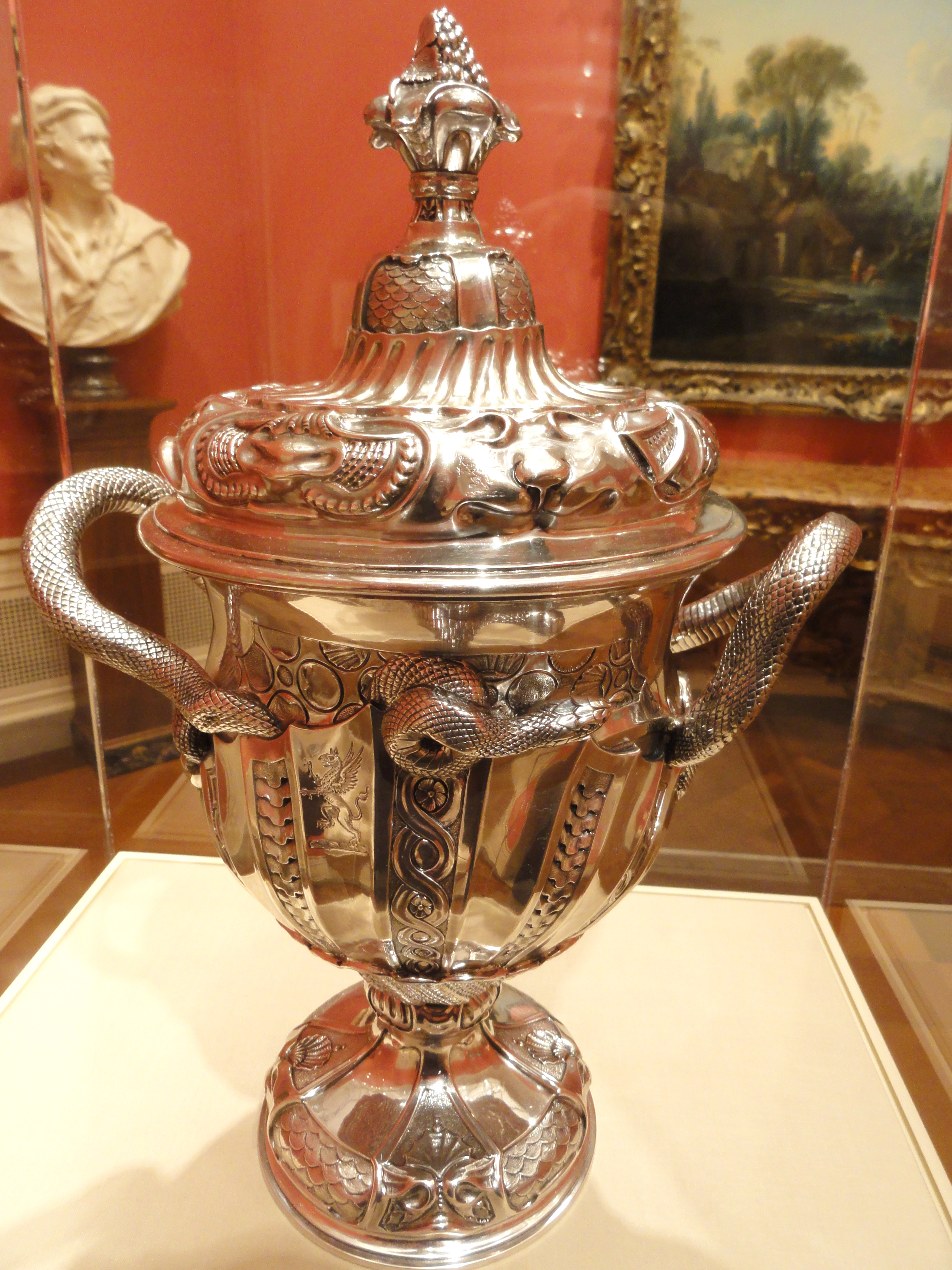
Coppa con coperchio di Paul de Lamerie, 1737. Nelson-Atkins Museum of Art

Paul de Lamerie ('s-Hertogenbosch, 9 aprile 1688 – Londra, 1º agosto 1751) è stato un orafo britannico, francese di origine, nato nei Paesi Bassi, naturalizzato britannico, maestro argentiere a Londra dal 1716.

## Biografia
Era il figlio minore del nobile francese Paul Souchay de la Merie, un ugonotto che era fuggito dalla Francia prima dell'editto di Fontainebleau, del 1685 - in revoca all'Editto di Nantes che aveva confermato ai protestanti libertà di culto e concesso loro diritti politici, militari e territoriali - e che si era rifugiato in Olanda, dove era diventato ufficiale di Guglielmo III d'Orange. La famiglia de Lamerie si trasferì a Londra nel 1689 e nel 1703 Paul entrò nella bottega di oreficeria di Pierre Platel (1659–1739), anch'egli di origini ugonotte.
Nel 1713 poté aprire una sua bottega e fu nominato maestro argentiere sotto il regno di Giorgio I d'Inghilterra, nel 1716. Lavorava insieme all'orafo ed argentiere Ellis Gamble.

### Stile delle sue argenterie
La prima sua opera a noi nota, in stile "Regina Anna", segue le linee classiche e sobrie dell'argenteria francese, con decorazioni a sbalzo fatte di cartigli e di maschere grottesche. Intorno al 1730 egli elaborò una sua personale linea rococò, ricca di ceselli e di capricciose volute. Realizzò argenterie per la Corona inglese e anche per il re Giovanni V del Portogallo. Un bacile con brocca, finemente cesellato, fatto su ordinazione della Corporazione degli orafi di Londra, è conservato ancora oggi nella sede di questa Corporazione. 

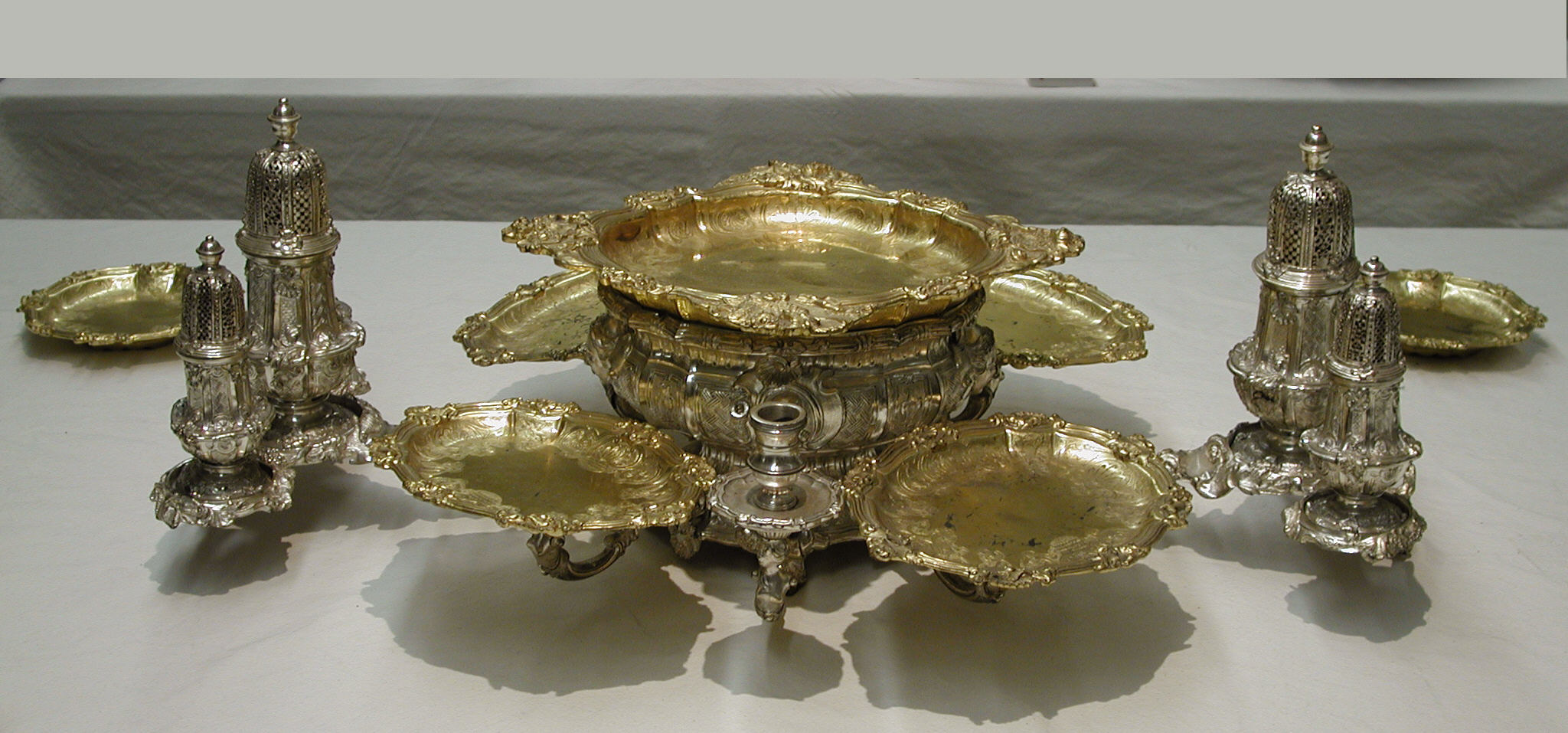
Paol de Lamerie - centrotavola (MET)

All'Ashmolean Museum di Oxford c'è un suo servizio da toletta, formato da 29 pezzi e datato Londra 1724-1725.

### Altre sue argenterie
- Coppa in argento con coperchio (1742), (Dallas Museum of Art).
- Coppa per il vino, (Minneapolis Institute of Art).
- Argenterie per la tavola (Metropolitan Museum).